# Forráspont
A forráspont az a hőmérséklet, amelyen egy cseppfolyós anyag gőznyomása egyenlő a standard légköri nyomással (101325 Pa), így a párolgás, vagyis buborékképződés a folyadék belsejében is zajlik. A folyadék közben fokozatosan gőz halmazállapotba jut. Tiszta folyadékok forráspontja az anyagra jellemző állandó érték, vagyis a teljes halmazállapot-változás egyetlen meghatározott hőmérsékleten történik.
Forráspontnak azt a hőmérsékletet nevezzük, amikor a gőz nyomása egyenlő a külső nyomással. Ebből következik, hogy a víz forráspontja csak a tengerszint magasságában, 1 atm nyomáson 100 °C, nagyobb nyomáson (pl. a kuktafazékban) magasabb, kisebb nyomáson (pl. magasabb hegyeken) alacsonyabb hőmérsékleten forr. A forráspont jellemző az adott anyagra, ha a víz 1 atmoszféra nyomáson nem 100 °C-on forr, akkor nem tiszta.

## Folyadék túlhevülése
A késleltetett forrás, túlhevülés jelensége azt jelenti, hogy a folyadék hőmérséklete emelkedik, azonban a forráspont értékén még nem tapasztalható a forrás jelensége. Ez teljesen sima, tiszta felületű edényeknél, rezzenéstelen folyadéknál fordulhat elő, ahol az egyenletesen erős felületi feszültség miatt nincsenek buborékforrások. Ekkor bármilyen zavar hatására felhabzás, akár robbanásszerű gőzfejlődés történhet.
Túlhevülés következik be akkor is, ha egy magasabb forráspontú folyadék keveredik egy alacsonyabb forráspontúval, ám olyan hőmérsékleten, ami a második forráspontjánál magasabb, ilyenkor a nagy felület következtében szintén robbanás következhet be. Ennek jellegzetes esete amikor olajtüzet próbálnak vízsugárral oltani.

## Forráspont meghatározása
A forráspont meghatározása több módszerrel is lehetséges:
- Desztillációs módszer
- Swietoslawski-ebulliométerrel
- Swietoslawski-féle differenciál ebulliométerrel
- Siwoloboff-módszer
- Emich-féle mikromódszer
- Smith és Menzies gömbös módszere
- Fotocellás meghatározás
- Differenciál termoanalízis (DTA)
- Differenciál scanning-kalorimetria (DSC)

## Néhány gyakori anyag forráspontja és forráshője
| Anyag neve | Forráspont (°C) | Forráshő (kJ/kg) |
| aceton     | 56,3            | 524,63           |
| bróm       | 58,8            | 1180             |
| etanol     | 78,37           | 906,07           |
| benzol     | 80,1            | 396              |
| petróleum  | 150-300         | 340              |
| víz        | 100             | 2256,37          |
| glicerin   | 289             | 1101             |
| kénsav     | 337             | 553              |
| higany     | 356,73          | 287,72           |